# Phytomyza africana
Phytomyza africana este o specie de muște din genul Phytomyza, familia Agromyzidae, descrisă de Spencer în anul 1959.
Este endemică în Tanzania. Conform Catalogue of Life specia Phytomyza africana nu are subspecii cunoscute.